# 嚴貞度
嚴貞度（1555年—？），原名佩環，字茂肅，號浦陽，直隸蘇州府嘉定縣人，明朝政治人物。

## 生平
萬曆十年（1582年）應天府鄉試第十名。萬曆十一年（1583年）聯捷癸未科會試第六名，殿试登三甲第二百一十七名進士。工部觀政，次年授浙江淳安县知县，十三年调繁东阳县，十七年升刑部主事，十九年充廣東考试官，二十年患病，二十二年補本部，二十三年浙江恤刑，二十四年升员外郎，本年丁憂，二十七年補兵部职方司员外郎。任职期间，辽东总兵马林被太监高淮所诬，即将流放，严贞度上书陈情，惹怒神宗，二十九年被革职为民，罢官归家。晚年生活贫困，死后无钱下葬。学者称蒲阳先生。熹宗即位，追封为尚宝司丞，赐祭葬。

## 著作
著有《恤刑题稿三卷》。

## 家族
曾祖父嚴昊，曾任壽官；祖父嚴塾；父親嚴鎰。母談氏。具慶下。